# Calyptothecium oxyphyllum
Calyptothecium oxyphyllum là một loài rêu trong họ Pterobryaceae. Loài này được Dixon & P. de la Varde mô tả khoa học đầu tiên năm 1927.